# بازی‌های گرسنگی: زاغ مقلد – بخش ۱
بازی‌های گرسنگی: زاغ مقلد – بخش ۱ (به انگلیسی: The Hunger Games: Mockingjay – Part 1) یک فیلم ماجراجویی ویران‌شهری آمریکایی به کارگردانی فرانسیس لارنس و نویسندگی دنی استرانگ و پیتر کریگ، بر اساس کتاب رمانی به همین نام نوشته سوزان کالینز که در ۲۱ نوامبر سال ۲۰۱۴ اکران شده است. این فیلم اولین بخش از آخرین کتاب در سری سه‌گانه بازی‌های گرسنگی و مستقیماً ادامه فیلم بازی‌های گرسنگی: اشتعال می‌باشد. بازیگران قسمت قبلی جنیفر لارنس، جاش هاچرسون، وودی هرلسون و لیام همسورث در این فیلم نیز ایفای نقش می‌کنند.
نمایش افتتاحیه بازی‌های گرسنگی: زاغ مقلد – بخش ۱ در ۱۰ نوامبر ۲۰۱۴ در اودئون میدان لستر شهر لندن بود، و سپس در ۲۱ نوامبر توسط لاینزگیت در ایالات متحده اکران شد. فیلم با واکنش‌های مثبتی از سوی منتقدان همراه بود که عملکرد تیم بازیگری، موسیقی و مضمون پنهانی سیاسی آن مورد تحسین قرار گرفت اما منتقدان نسبت به ریتم داستان و تصمیم برای تقسیم رمان به دو بخش فیلم انتقاداتی داشتند. زاغ مقلد – بخش یک ۷۵۵٫۴ میلیون دلار در سراسر جهان فروش کرد در حالی که ۱۴۰ میلیون دلار بودجه ساخت آن بوده است، و به پنجمین فیلم پرفروش سال ۲۰۱۴ تبدیل شد؛ و رکورد بزرگترین فروش روز افتتاحیه و آخر هفته افتتاحیه سال ۲۰۱۴ را به نام خود ثبت کرد. بخش دوم فیلم نیز با نام بازی‌های گرسنگی: زاغ مقلد – بخش ۲ در نوامبر سال ۲۰۱۵ اکران شد.

## داستان
بعد از فرار از میدان مسابقه و فهمیدن نابودی منطقه ۱۲، کتنیس، گیل، همیچ و بقیه همراهان کتنیس به منطقه ۱۳ می‌روند. منطقه ایی که بارها کاپیتول اظهار داشت نابود شده. گیل خانواده خود و کتنیس را نجات داده است اما خانواده پیتا همگی در بمباران مرده‌اند. زندگی مردم در منطقه ۱۳ کاملاً برنامه‌ریزی شده و مانند ربات است. کتنیس در آنجا مورد آموزش‌های خاصی قرار می‌گیرد. آن‌ها سعی می‌کنند که دیگر به صورت رسمی او را به عنوان سمبل و رهبر انقلاب در تلویزیون به نمایش قرار دهند. در این میان کتنیس مدام نگران پیتا است و فنیک هم اوضاع روانی خوبی ندارد. در مقابل حملات تلویزیونی منطقه ۱۳، کاپیتول پیتا را در مقابل دوربین قرار می‌دهد و او از کتنیس می‌خواهد دست از جنگیدن بردارد. کل مردم به او بدبین می‌شوند و اینجاست که کار برای کتنیس سخت می‌شود …

## نقد و بررسی
عده‌ای از منتقدین دو قسمتی کردن قسمت آخر بازی‌های گرسنگی را نه تنها موجب بازشدن فضای فیلم برای روایت بهتر داستان کتاب نمی‌دانند بلکه فقط این کار را موجب کند شدن روند فیلم می‌دانند.

## شخصیت‌های جدید
- جولین مور در نقش رئیس‌جمهور آلما کوین
- ماهرشالا علی در نقش باگز
- ناتالی دورمر در نقش کرسیدا (فیلم‌بردار)
- وس چتهم در نقش کاستر (برادر پالکس)
- الدن هنسون در نقش پالکس
- پتینا میلر در نقش فرمانده پیلور
- ایوان راس در نقش دستیار کرسیدا
- استیف داوسون در نقش آنی کرستا (معشوقه فینیک)
- رابرت نپر در نقش آنتونیوس
- ساریتا چودری در نقش اگیرا
- اسکندر تسفای